# باشگاه فوتبال استون دومینوئس
باشگاه فوتبال استون دومینوئس (به انگلیسی: Stone Dominoes Football Club) یک باشگاه فوتبال در شهر استون، استافوردشایر، کشور انگلستان است که در سال ۱۹۸۷ میلادی تأسیس شده‌است.